# Benzylmethylether
Benzylmethylether ist eine chemische Verbindung aus der Gruppe der Ether.

## Vorkommen

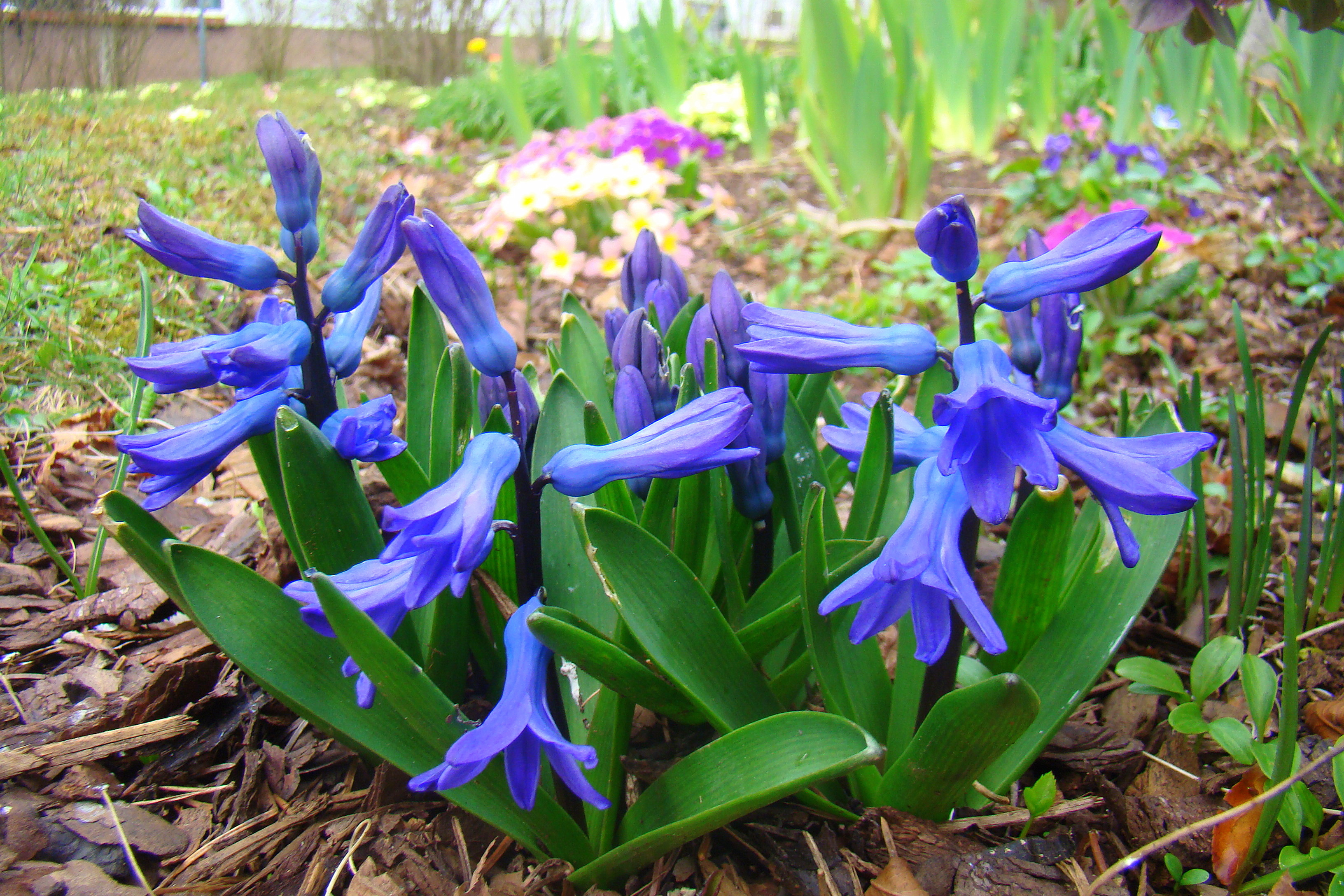
Gartenhyazinthe

Natürlich kommt Benzylmethylether in der Gartenhyazinthe und im Gemeinen Flieder vor.

## Eigenschaften und Verwendung
Benzylmethylether hat einen Flammpunkt von 53 °C.